# Athletic Club Sparta Praha 1990-1991
Questa voce raccoglie le informazioni riguardanti l'Athletic Club Sparta Praha nelle competizioni ufficiali della stagione 1990-1991.

## Stagione
Lo Sparta Praga vince il campionato cecoslovacco trascinato dalla reti di Roman Kukleta, capocannoniere del torneo. In Coppa dei Campioni vengono subito eliminati per 4-0 dallo Spartak Mosca.

## Calciomercato
È una stagione di grandi movimenti nelle file dei praghesi.
Vengono ceduti Hašek (Strasburgo), Skuhravý (Genoa), Saidl (Spartak ZVU Hradec Králové), Novák (Iraklis), Krejčík (Dukla Praga) e nel gennaio del 1991 Bilek (Real Betis), Matejcek (Dukla Praga), Podaný (Union Cheb) e Michálek (Bohemians Praga).
Vengono acquistati Martin Frydek, Vítězslav Lavička (Spartak ZVU Hradec Králové), Jiří Němec (Dukla Praga), Pavel Černý (Spartak ZVU Hradec Králové), Timothy Mwitwa (Kabwe Warriors), Milan Sova, Aleš Bažant (Dukla Praga), Steven Trittschuh (Tampa Bay Rowdies) e nel gennaio del 1991 Petr Kouba (Bohemians Praga). Siegl ritorna dal prestito al RH Cheb.

## Rosa
| N. |                           | Ruolo | Calciatore       |
| -- | ------------------------- | ----- | ---------------- |
|    | Cecoslovacchia (bandiera) | P     | Petr Kouba       |
|    | Cecoslovacchia (bandiera) | P     | Jan Stejskal     |
|    | Cecoslovacchia (bandiera) | P     | Milan Sova       |
|    | Cecoslovacchia (bandiera) | D     | Petr Vrabec      |
|    | Cecoslovacchia (bandiera) | D     | Rudolf Matta     |
|    | Cecoslovacchia (bandiera) | D     | Ivan Čabala      |
|    | Cecoslovacchia (bandiera) | D     | Július Bielik    |
|    | Cecoslovacchia (bandiera) | D     | Michal Horňák    |
|    | Cecoslovacchia (bandiera) | D     | Miroslav Mlejnek |
|    | Cecoslovacchia (bandiera) | D     | Aleš Bažant      |
|    | Stati Uniti (bandiera)    | D     | Steve Trittschuh |

| N. |                           | Ruolo | Calciatore        |
| -- | ------------------------- | ----- | ----------------- |
|    | Cecoslovacchia (bandiera) | C     | Jiří Novotný      |
|    | Cecoslovacchia (bandiera) | C     | Jozef Weber       |
|    | Cecoslovacchia (bandiera) | C     | Martin Frýdek     |
|    | Cecoslovacchia (bandiera) | C     | Václav Němeček    |
|    | Cecoslovacchia (bandiera) | C     | Jiří Němec        |
|    | Cecoslovacchia (bandiera) | C     | Vítězslav Lavička |
|    | Cecoslovacchia (bandiera) | A     | Pavel Černý       |
|    | Zambia (bandiera)         | A     | Timothy Mwitwa    |
|    | Cecoslovacchia (bandiera) | A     | Horst Siegl       |
|    | Cecoslovacchia (bandiera) | A     | Roman Kukleta     |